# محوطه قلعه کوچ کمر
محوطه قلعه کوچ کمر مربوط به سده‌های اولیه اسلامی تا دوره صفوی است و در شهرستان مشهد، بخش احمدآباد، روستای ده سرخ واقع شده و این اثر در تاریخ ۱۷ اسفند ۱۳۸۱ با شمارهٔ ثبت ۷۶۱۲ به‌عنوان یکی از آثار ملی ایران به ثبت رسیده است.